# Trite auricoma
Trite auricoma là một loài nhện trong họ Salticidae.
Loài này thuộc chi Trite. Trite auricoma được Arthur T. Urquhart. miêu tả năm 1886.